# Хайдар (Кунграт)
Хайдар — емір, голова роду Кунграт у Криму першій половині XV століття.
З 1419 року активно підтримував Улу Мухаммеда в його боротьбі за владу. В 1430 Хайдар без відома Улу-Мухаммеда здійснив набіг на Литву і оманою захопив в полон воєводу міста Мценська Григорія Протасьєва. Місто Мценськ тоді було під владою Литви, яка була союзником Улу-Мухаммеда, тому при поверненні з набігу Хайдар отримав гнівну догану, а Протасьєва було відпущено з пошаною та подарунками. Можливо, з того часу Хайдар затаїв глибоку образу на хана. У 1432 році, коли на Улу-Мухаммеда рушив Кічі-Мухаммед, Хайдар та інший кримський вождь Тегіне Ширін разом зі своїми загонами покинули Улу-Мухаммеда, прирікаючи його на поразку. У Криму Тегіне-бей та Хайдар сприяли приходу до влади чергового претендента на ханський престол Саїд-Ахмада, сина Керим-Берди та онука Токтамиша.